# Charlotte Van Royen
Charlotte Van Royen, née le 21 avril 2004 à Deinze, est une gymnaste acrobatique belge.

## Carrière
Aux Jeux européens de 2019 à Minsk, elle remporte la médaille d'or au concours général par équipes et à l'exercice dynamique par équipes et la médaille d'argent à l'exercice statique par équipes, avec Talia De Troyer et Britt Vanderdonckt.